# Tänder

Tänder

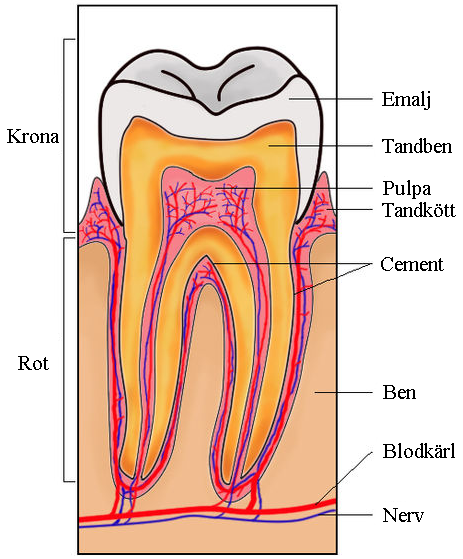
Tandens olika delar.

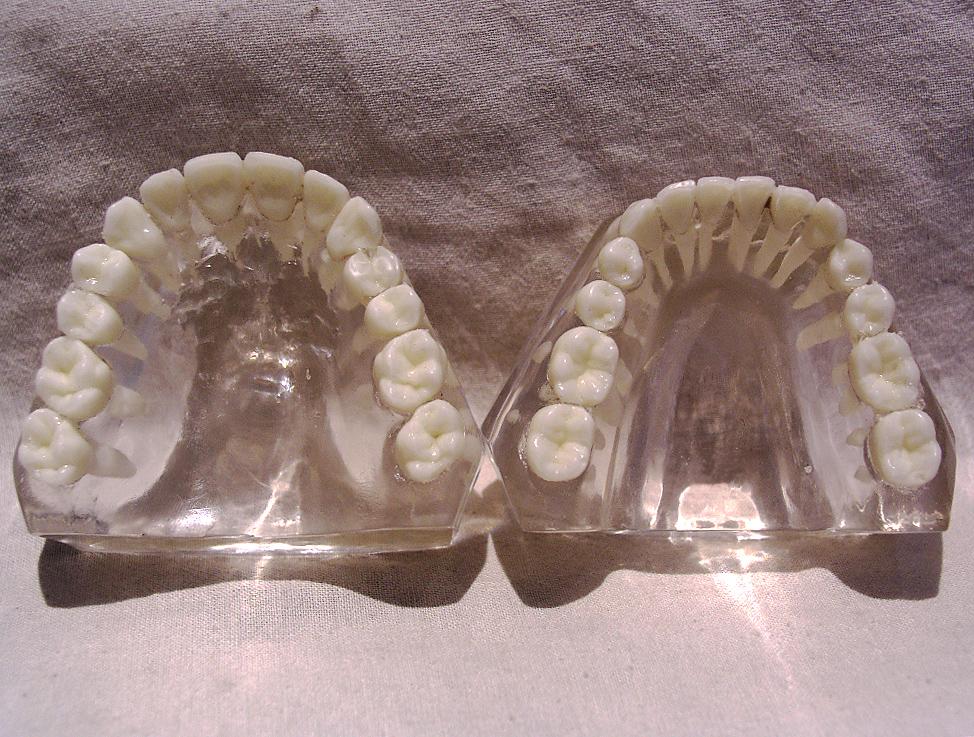
Modell av människans tänder (version 28 tänder).

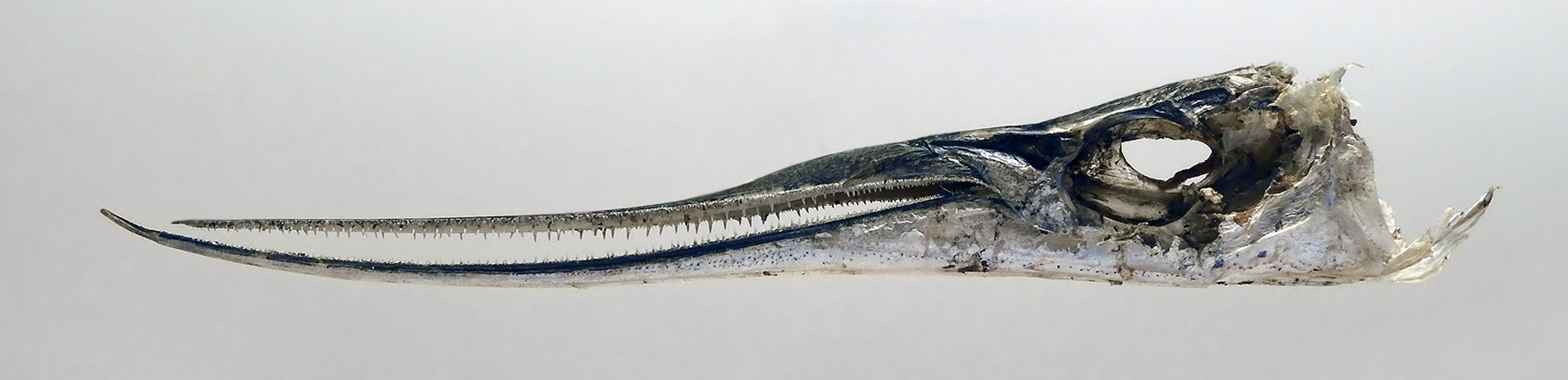
Näbbgäddan är en fisk med över 300 sylvassa tänder.

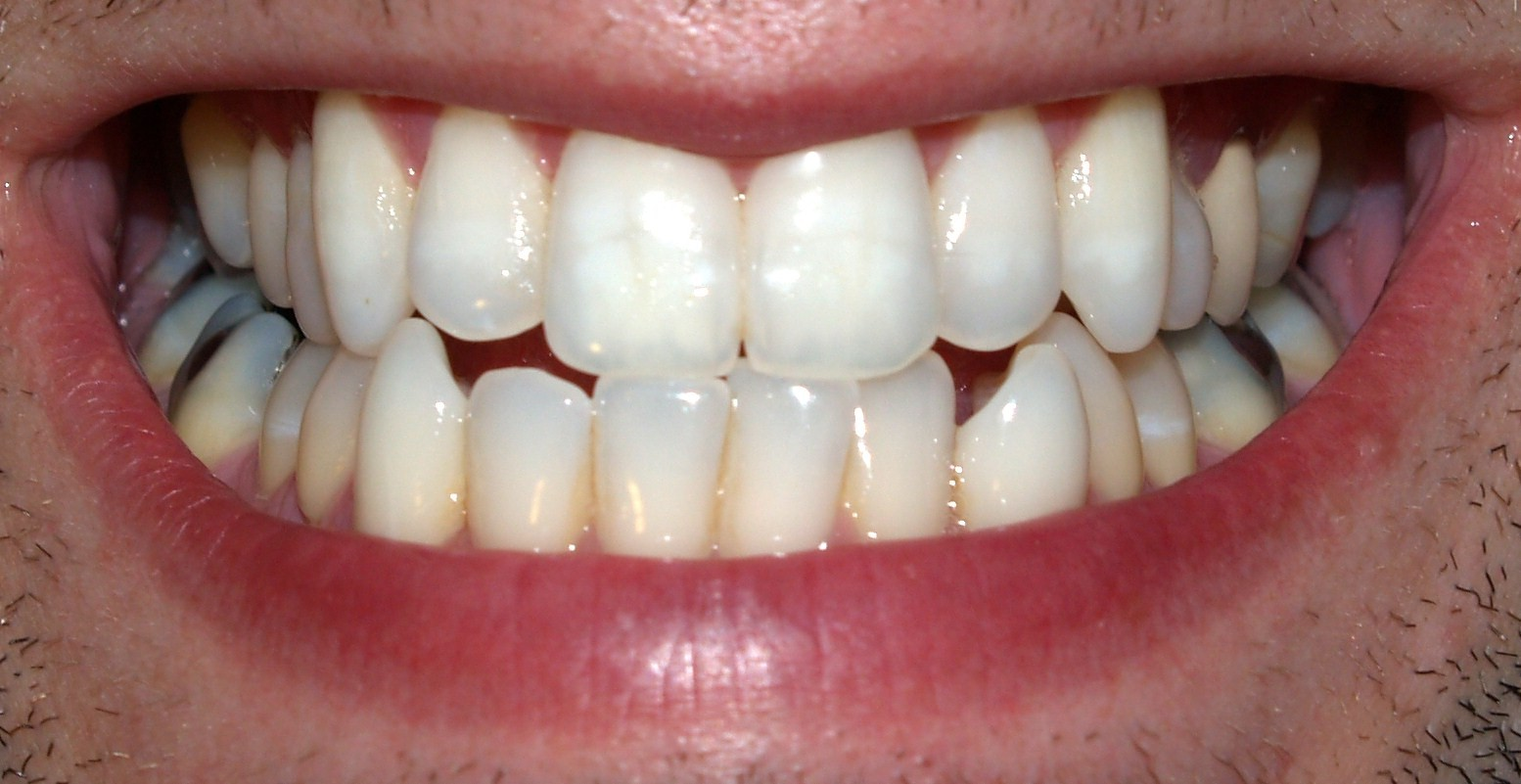
En naturlig uppsättning tänder.

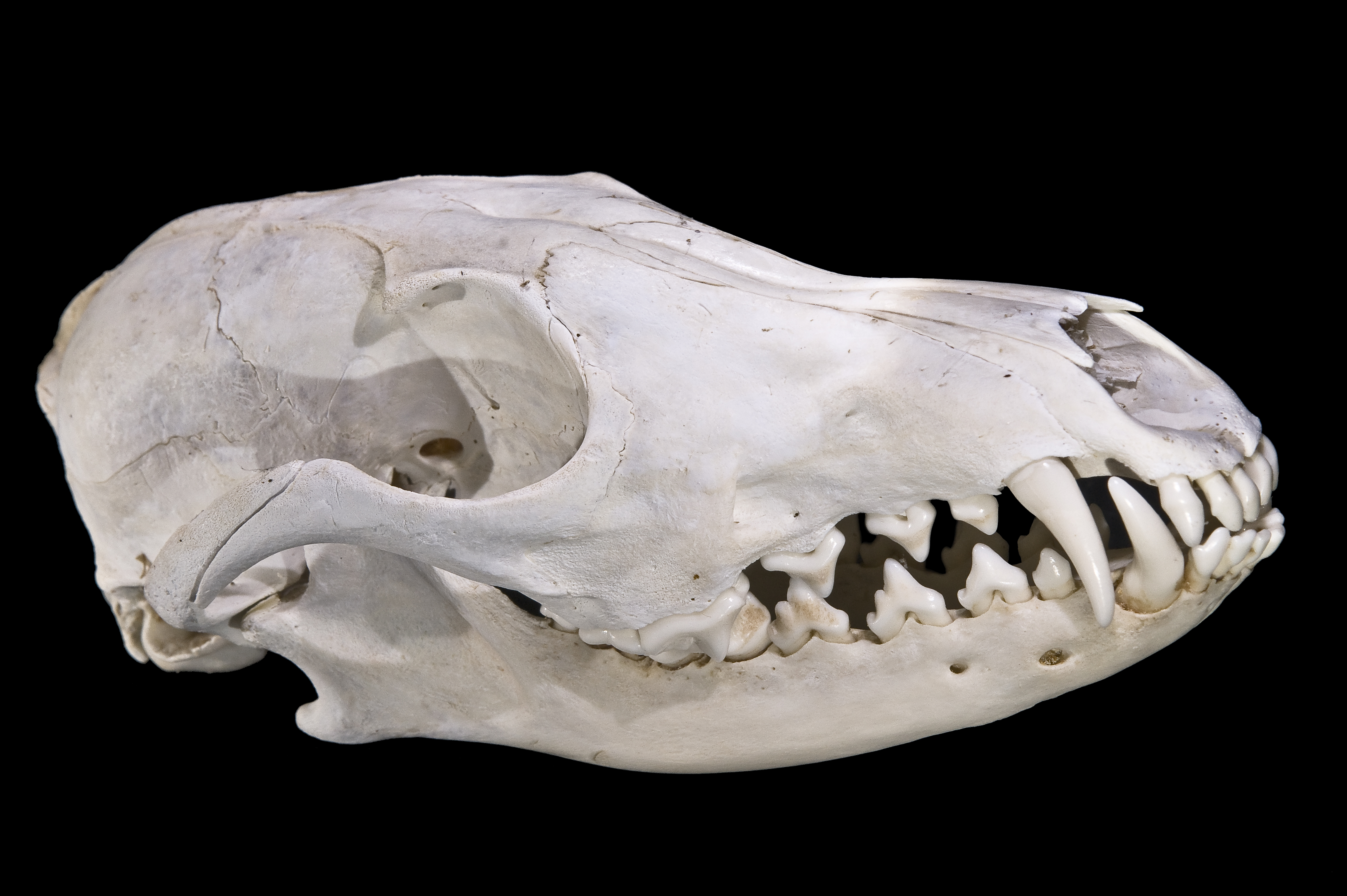
Rovdjur har vassa hugg- och tuggtänder, på bilden en rävs tänder.

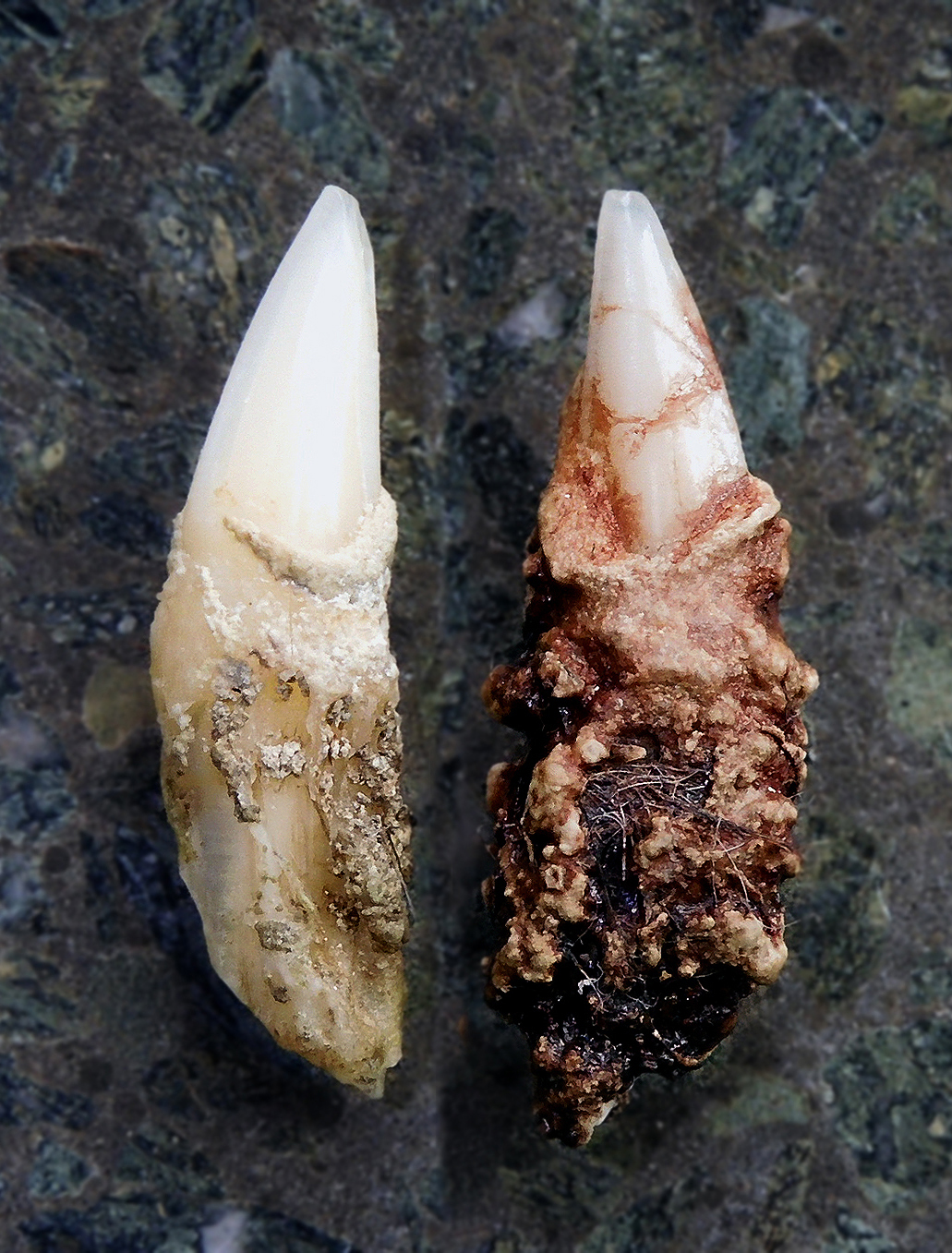
De två övre huggtänderna ca 23 mm långa, tappade av en 16 år gammal tamkatt.

Tänder (latin dentes, singular dens) bildas hos människan och de flesta däggdjur i de organ, som är avsedda att bita av födan och i munnen söndertugga den för att på så sätt underlätta dess spjälkning i tarmkanalen.
Människan har 20 mjölktänder som man tappar som barn och 28 permanenta tänder som vuxen, eller upp till 32 om alla visdomständer har utvecklats. Däggdjuren har framtänder (incisor), hörntänder (canine), premolarer (främre kindtänder) och molarer (bakre kindtänder).
Läran om tänder kallas odontologi. Läran om tandreglering kallas ortodonti.
En retinerad tand är en fullt utvecklad tand som inte har erupterat (brutit fram). Vanligtvis erupterar tänder när kronan är färdigutvecklad, men rötterna under utveckling.

## Konstruktion
En tand består av en krona som är den övre synliga delen av tanden och en rot som är den nedre delen av tanden och som fäster i tandköttet och käkbenet. De tre olika lagren består ytterst av emaljen som är kroppens hårdaste vävnad, under denna finns tandbenet (dentin) som utgör den största delen av tanden och därunder pulpan som är försedd med blodkärl och nerver via rötterna. Rötterna är klädda med tandcement som gjuter fast tänderna i parodontalfibrerna för att hålla tanden på plats i käkbenet.
Tandemaljen består till cirka 95 procent av mineralet hydroxylapatit. Dessutom förekommer proteiner, kolhydrater, lipider, vatten och olika spårämnen. Substansen saknar nervceller och blodkärl. Den har på Mohs hårdhetsskala ett värde mellan 5 och 8.
Rotcement (Cementum, Substantia ossea, Crusta petrosa) är ett tunt lager av en substans som liknar benvävnad. Lagret täcker tandens rot.

## Benämningar
I det vanligaste internationella systemet för att namnge tänderna betecknar man tänderna med siffror. Bettet delas in i fyra kvadranter enligt följande. Höger halva av överkäken motsvaras av siffran 1, vänster av siffran 2, vänster halva av underkäken av siffran 3 och höger av siffran 4. Därefter lägger man till siffran som motsvarar den tand det är frågan om, räknat från framtanden och bakåt i munnen. Tand nummer 2-8 (två-åtta) är, i förekommande fall, sista tanden i vänster halva av överkäken, det vill säga den tredje molaren (visdomstanden).
Man kan även utvidga tvåsiffersystemet med siffrorna 5-6-7-8 för respektive mjölktänder, så att "61" motsvarar vänster överkäkes framtand för barn med mjölktänder.
Efter ett äldre system sätter man plus framför överkäke och minus framför underkäke, och kallar dem efter latinets vänster (sinister) och höger (dexter).
Tanduppsättningar av andra däggdjur än människans beskrivs med hjälp av tandformeln.

## Tandsjukdomar

### Karies
Karies (caries dentalis), eller tandröta, är en infektionssjukdom som orsakas av bakterier i munhålan vilkar orsakar lokala angrepp på tandytan, vilket resulterar i att emaljen urkalkas. Obehandlad karies kan leda till kaviteter, "hål i tänderna", som i förlängningen kan leda till tandvärk och att tanden går förlorad.

### Parodontit
Parodontit eller periodontit (tandlossning) är namnet på en samling inflammationssjukdomar som kan leda till tandlossning och tandförlust om den lämnas obehandlad.  Parodontit orsakas av bakterier som fäster på och växer på tandytorna, speciellt i områden under tandköttslinjen. Inflammationen leder till att ben och bindväv bryts ner och tandfästet försämras. Sjukdomen kan hindras om man tar bort det som orsakar inflammationen, det vill säga bakterierna. Detta görs av tandhygienist, men den dagliga tandborstningen är mycket viktig för att inte bakterierna skall återkomma. Fast de olika formerna av paradontit är bakteriella sjukdomar, finns det en rad faktorer som påverkar sjukdomens svårighetsgrad, däribland rökning, diabetes, och ärftliga faktorer.

### Plack
Plack är en tunn och vanligtvis färglös bakteriebeläggning på tänderna. Om den inte avlägsnas kan den orsaka karies eller gingivit. Beläggningen bildas nästan helt av bakterier (huvudsakligen streptococcus mutans och anaeroba organismer), med varierande sammansättning beroende på platsen i munnen. De mikroorganismer som finns i plack är alla naturligt förekommande i munhålan, och är normalt ofarliga. Men om inte regelbunden tandborstning sker så innebär det att mikroorganismerna kan bygga upp ett tjockt lager. Mikroorganismerna närmast tandytan ställer om till anaerob andning som medför bildning av syror som skadar tandytan, och sedan tandkaries. Placken som byggs upp kan också bli mineraliserad och bilda tandsten.

### Tandsten
Tandsten är en hårdnad beläggning på tänderna. Tandsten bildas av plack och mineraler. Plackens råa yta erbjuder ett idealt substrat för vidare plackbildning, som i sin tur kan leda till inflammation i tandköttet, gingivit och även tandlossning, parodontit. Kalkbildningen sker i frånvaro av adekvat tandhygien. Har den en gång bildats, sitter den vanligen för hårt på tänderna för att kunna tas bort med vad som är tillgängligt i ett normalt hem. Tandsten avlägsnas hos en tandhygienist eller tandläkare, med ultraljud och specialinstrument.

### Diastema
Diastema är en form av malocklusion, det vill säga, ett bettfel, eller ett fel i tanduppsättningen. Diastema innebär att avståndet mellan två intilliggande tänder är onormalt stort. Detta syns oftast mellan överkäkens två framtänder. Condoleezza Rice har en lättare form av diastema.

## Symptom
Ilningar i tänderna är ett vanligt förekommande symptom bland människor. Ilningarna brukar vanligtvis framträda när tänderna utsätts för kyla,  värme eller söta och sura livsmedel. Orsaken till symptomet brukar vara karies eller sprickor i tänderna, men även slarvig tandborstning kan ge upphov till ilningar. Tandsmärta känns som en isande akut smärta, speciellt när man äter eller dricker något kallt eller varmt.
Djupt inne i tanden är nerverna känsliga. De skyddas av dentin. I dentinet finns tusentals små dentinkanaler, som leder in i nerverna. Den vanligaste orsaken till besvären är blottat dentin. När tanden utsätts för extern stimuli – exempelvis kyla, värme, surt, sött eller beröring – sätts vätskan i de öppna dentinkanalerna i rörelse och orsakar en ilande smärta.
Cirka 6,7 miljoner svenskar lider av ilande tänder och 37 procent av svenskarna har ändrat sina levnadsvanor för att undvika obehagliga ilningar, enligt en undersökning av Yougov för Colgate 2010.

## Tand- och munhygien
Se tandhygien, tandborstning och tandtråd.

## Tandsmyckning

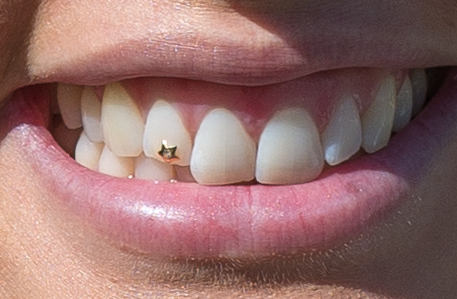
Tandsmyckning på höjdhopparen Erika Kinsey.

Smyckning av tänder är ett gammalt fenomen där man tidigare placerade in ädelstenar i uppborrade hål i tanden. Med dagens tandfärgade kompositer kan smycken fästas på tandens yta utan påverkan på tanden. Med samma teknik som används vid montering av tandställningen fästes smycket på framsidan av tanden. Borttagning av smycket sker genom att nypa bort smycket eller polering. Överskottskomposit poleras bort. Moderna tandsmycken är gjorda av guld eller vitguld med infästa ädelstenar eller av kristaller med en foliebaksida för att skapa reflexer.